# Tayshaun Prince
Tayshaun Durell Prince (Compton, 28 febbraio 1980) è un ex cestista statunitense; alto 2,06 m per 98 kg di peso, giocava nel ruolo di ala piccola.

## Carriera

### College
Tayshaun ha giocato per quattro anni al college di Kentucky (dal 1998 al 2002), segnando 13,1 punti di media con 5,6 rimbalzi di media per i Wildcats, con cui chiuse la carriera fermandosi ad un record di 97 vittorie e solo 39 sconfitte (partecipò tutti gli anni al torneo NCAA). Nel suo anno da junior (nel 2000-01) fu nominato miglior giocatore della Southeastern Conference ed incluso nel miglior quintetto della suddetta conference sia in quell'anno che negli anni da senior. Con Kentucky vinse il Torneo di Conference sia nel 1999 che nel 2001.

### NBA

#### Detroit Pistons
Dopo i quattro anni a Kentucky venne scelto al primo giro del Draft del 2002 con la chiamata numero 23 dai Detroit Pistons. Nel suo primo anno da rookie giocò poco, in quanto coach Rick Carlisle lo riteneva senza ruolo, troppo piccolo e magro per giocare contro i pariruolo; giocò infatti solo 42 partite su 82 in stagione regolare. Salì alla ribalta nel primo turno dei play-off, riuscendo a marcare la stella degli Orlando Magic Tracy McGrady e diventando il primo giocatore della NBA a segnare più punti nei play-off che in stagione regolare (141 contro 137). I Pistons vinsero la serie e Prince esplose durante la settima e decisiva partita, segnando 20 punti in 24 minuti. Al secondo turno, contro i Philadelphia 76ers, Prince continuò a giocare con continuità, realizzando alcune giocate memorabili, tra le quali un gancio in giravolta che portò la partita ai tempi supplementari, che i Pistons avrebbero poi vinto. I Pistons verranno tuttavia eliminati alle finali Eastern Conference dai New Jersey Nets.
Nella stagione 2003-04 fu promosso in quintetto dal nuovo coach di Detroit, Larry Brown, a cui piacque la sua versatilità. Chiuse la stagione con 10,3 punti di media a partita, contro con i 3,3 della stagione precedente. Alla fine di quella stagione, i Pistons vinsero il titolo NBA in finale contro i Los Angeles Lakers dei 4 "Hall Of Famers" (Shaquille O'Neal, Kobe Bryant, Karl Malone e Gary Payton). Durante la serie Prince si distinse soprattutto per la sua abilità difensiva, che lo portò a limitare Bryant a solo 11 punti in gara-3, vinta 88-68 dai Pistons. Durante la stagione Prince venne inoltre convocato per il Rookie Challenge.
In gara-2 delle finali di Eastern Conference contro gli Indiana Pacers, Prince realizzò una spettacolare giocata difensiva. Nell'ultimo minuto di gioco la guardia Reggie Miller, stella dei Pacers, ricevette un passaggio dopo una palla rubata e corse verso canestro dalla linea laterale sinistra per segnare un canestro apparentemente facile che avrebbe portato Indiana sul pareggio a 14 secondi dal termine della partita. Miller, credendo probabilmente che Prince non potesse più raggiungerlo, provò un tiro sottomano. Prince riuscì però a saltare all'ultimo momento dall'altra parte del canestro, spazzando via la palla, che venne recuperata dal suo compagno di squadra Rip Hamilton, concludendo di fatto la partita.
Al terzo anno le sue statistiche migliorarono ancora: chiuse con 14,7 punti, 5,3 rimbalzi, 3,0 assist e 0,9 stoppate, e fu incluso nel secondo quintetto difensivo della NBA. Fu candidato al titolo di Most Improved Player arrivando dietro a Bobby Simmons. L'anno si concluse con la sconfitta nelle finali contro i San Antonio Spurs di Tim Duncan, Emanuel Ginóbili e Tony Parker. Il 31 ottobre 2005 rinnova il suo contratto con i Pistons, firmando un contratto quinquennale a 49 milioni di $.
L'anno seguente Prince giocò tutte le 82 partite di regular season, segnando 14,1 punti e 4,2 rimbalzi di media. Nei play-off, invece, i Pistons vennero eliminati dai Miami Heat di Dwyane Wade e Shaquille O'Neal nella finale della Eastern Conference.
L'anno dopo Prince si riavvicina alle statistiche della stagione 2004-2005: 14,3 punti, 5,2 rimbalzi e 2,8 assist a partita. Ai play-off i Pistons vennero eliminati dai Cleveland Cavaliers di LeBron James ancora in finale di conference.
Nella stagione 2007-08 Prince gioca tutte le 82 partite. Nei play-off Prince ha una media di 13,2 punti, 4,9 rimbalzi e 3,3 assist a partita, mentre per i Pistons arriva una nuova finale di Eastern Conference, anche questa però persa, stavolta conto i Boston Celtics di Kevin Garnett, Paul Pierce e Ray Allen.
Successivamente Prince viene convocato nella nazionale americana alle Olimpiadi di Pechino, conquistando l'oro.
Nella stagione 2008-09 Prince inizia con una media di quasi 16 punti e 7 rimbalzi a partita. Con l'avanzare della stagione le prestazioni di Prince subiscono un calo, chiudendo con 14,2 punti e 5,8 rimbalzi. Nonostante il calo di prestazioni Prince chiude la stagione con un career-high in rimbalzi. I Pistons arrivano ancora ai play-off (anche se solo con l'8º posto) ma vengono eliminati 4 a 0 dai Cleveland Cavaliers. Durante i play-off le medie di Prince scendono drasticamente: 3,8 punti e 3,5 rimbalzi a partita.
Il 12 novembre 2012 Prince diventa l'ottavo miglior marcatore di sempre dei Pistons, superando Grant Hill.

#### Memphis Grizzlies e Boston Celtics
Il 30 gennaio 2013 viene ceduto ai Memphis Grizzlies in uno scambio che ha coinvolto anche i Toronto Raptors e giocatori del calibro di Rudy Gay e José Calderón. Sceglie il numero 21, che aveva già indossato all'Università del Kentucky. Nella stagione 2013-2014 disputa 76 partite, con una media di 6,0 punti, 3,1 rimbalzi e 1,6 partita, facendo registrare le cifre peggiori in NBA dopo il suo anno da matricola.
Il 12 gennaio 2015 viene ceduto ai Boston Celtics in una trade a tre squadre che ha coinvolto anche i New Orleans Pelicans. Il successivo 26 gennaio ha fatto il suo debutto con la nuova maglia, realizzando 19 punti e 5 assist in 30 minuti in uscita dalla panchina.

#### Ritorno ai Detroit Pistons
Il 19 febbraio 2015 viene ceduto ai Detroit Pistons in cambio di Jonas Jerebko e Luigi Datome, facendo così ritorno nella squadra con cui aveva vinto il titolo NBA.

## Statistiche

### College
| Anno      | Squadra           | PG  | PT  | MP   | TC%  | 3P%  | TL%  | RP  | AP  | PRP | SP  | PP   |
| --------- | ----------------- | --- | --- | ---- | ---- | ---- | ---- | --- | --- | --- | --- | ---- |
| 1998-1999 | Kentucky Wildcats | 37  | 11  | 20,2 | 41,4 | 28,7 | 65,6 | 3,8 | 1,2 | 0,7 | 0,6 | 5,8  |
| 1999-2000 | Kentucky Wildcats | 32  | 32  | 34,0 | 42,3 | 30,7 | 70,5 | 6,0 | 1,8 | 0,8 | 1,3 | 13,3 |
| 2000-2001 | Kentucky Wildcats | 34  | 34  | 32,9 | 49,5 | 35,8 | 84,3 | 6,5 | 2,9 | 0,7 | 1,1 | 16,9 |
| 2001-2002 | Kentucky Wildcats | 32  | 32  | 33,3 | 46,7 | 34,0 | 70,3 | 6,3 | 1,6 | 1,1 | 1,3 | 17,5 |
| Carriera  | Carriera          | 135 | 109 | 29,8 | 45,7 | 32,9 | 74,3 | 5,6 | 1,9 | 0,8 | 1,1 | 13,1 |

### NBA

#### Regular season
| Anno       | Squadra            | PG    | PT  | MP   | TC%  | 3P%  | TL%  | RP  | AP  | PRP | SP  | PP   |
| ---------- | ------------------ | ----- | --- | ---- | ---- | ---- | ---- | --- | --- | --- | --- | ---- |
| 2002-2003  | Detroit Pistons    | 42    | 5   | 10,4 | 44,9 | 42,6 | 64,7 | 1,1 | 0,6 | 0,2 | 0,3 | 3,3  |
| 2003-2004† | Detroit Pistons    | 82    | 80  | 32,9 | 46,7 | 36,3 | 76,6 | 4,8 | 2,3 | 0,8 | 0,8 | 10,3 |
| 2004-2005  | Detroit Pistons    | 82    | 82  | 37,1 | 48,7 | 34,1 | 80,7 | 5,3 | 3,0 | 0,7 | 0,9 | 14,7 |
| 2005-2006  | Detroit Pistons    | 82    | 82  | 35,3 | 45,5 | 35,0 | 76,5 | 4,2 | 2,3 | 0,8 | 0,5 | 14,1 |
| 2006-2007  | Detroit Pistons    | 82    | 82  | 36,6 | 46,0 | 38,6 | 76,8 | 5,2 | 2,8 | 0,6 | 0,7 | 14,3 |
| 2007-2008  | Detroit Pistons    | 82    | 82  | 32,9 | 44,8 | 36,3 | 76,8 | 4,9 | 3,3 | 0,5 | 0,4 | 13,2 |
| 2008-2009  | Detroit Pistons    | 82    | 82  | 37,3 | 45,0 | 39,7 | 77,8 | 5,8 | 3,1 | 0,5 | 0,6 | 14,2 |
| 2009-2010  | Detroit Pistons    | 49    | 49  | 34,0 | 48,6 | 37,0 | 71,4 | 5,1 | 3,3 | 0,7 | 0,4 | 13,5 |
| 2010-2011  | Detroit Pistons    | 78    | 78  | 32,8 | 47,3 | 34,7 | 70,2 | 4,2 | 2,8 | 0,4 | 0,5 | 14,1 |
| 2011-2012  | Detroit Pistons    | 63    | 63  | 33,1 | 42,1 | 35,6 | 77,4 | 4,5 | 2,4 | 0,4 | 0,5 | 12,7 |
| 2012-2013  | Detroit Pistons    | 45    | 45  | 32,4 | 44,4 | 43,4 | 79,6 | 4,6 | 2,5 | 0,5 | 0,3 | 11,7 |
| 2012-2013  | Memphis Grizzlies  | 37    | 36  | 31,7 | 42,9 | 36,6 | 59,5 | 4,2 | 2,3 | 0,7 | 0,3 | 8,8  |
| 2013-2014  | Memphis Grizzlies  | 76    | 76  | 25,6 | 40,7 | 29,0 | 56,7 | 3,1 | 1,6 | 0,5 | 0,3 | 6,0  |
| 2014-2015  | Memphis Grizzlies  | 26    | 9   | 24,2 | 41,0 | 45,5 | 83,3 | 3,2 | 1,4 | 0,3 | 0,2 | 7,3  |
| 2014-2015  | Boston Celtics     | 9     | 0   | 22,0 | 55,9 | 62,5 | 83,3 | 3,3 | 2,0 | 0,6 | 0,2 | 8,4  |
| 2014-2015  | Detroit Pistons    | 23    | 7   | 24,8 | 43,1 | 42,3 | 65,5 | 4,2 | 1,7 | 0,7 | 0,3 | 7,3  |
| 2015-2016  | Minnesota T'wolves | 77    | 44  | 19,0 | 44,5 | 17,4 | 68,4 | 1,9 | 0,9 | 0,5 | 0,2 | 2,9  |
| Carriera   | Carriera           | 1.017 | 902 | 31,0 | 45,5 | 36,7 | 75,6 | 4,3 | 2,4 | 0,6 | 0,5 | 11,1 |

#### Play-off
| Anno     | Squadra           | PG  | PT  | MP   | TC%  | 3P%  | TL%  | RP  | AP  | PRP | SP  | PP   |
| -------- | ----------------- | --- | --- | ---- | ---- | ---- | ---- | --- | --- | --- | --- | ---- |
| 2003     | Detroit Pistons   | 15  | 3   | 25,5 | 42,6 | 29,2 | 76,3 | 3,8 | 1,5 | 0,5 | 0,9 | 9,4  |
| 2004†    | Detroit Pistons   | 23  | 23  | 34,6 | 41,0 | 26,5 | 74,5 | 6,0 | 2,3 | 1,1 | 1,3 | 9,9  |
| 2005     | Detroit Pistons   | 25  | 25  | 40,9 | 43,3 | 36,7 | 80,0 | 6,3 | 3,3 | 1,0 | 0,4 | 13,4 |
| 2006     | Detroit Pistons   | 18  | 18  | 41,4 | 45,9 | 45,7 | 82,9 | 5,7 | 3,0 | 0,7 | 0,8 | 16,4 |
| 2007     | Detroit Pistons   | 16  | 16  | 41,6 | 41,5 | 40,9 | 75,9 | 6,4 | 3,8 | 0,9 | 0,3 | 14,1 |
| 2008     | Detroit Pistons   | 17  | 17  | 39,5 | 48,1 | 32,0 | 79,4 | 5,5 | 3,2 | 0,8 | 0,5 | 13,8 |
| 2009     | Detroit Pistons   | 4   | 4   | 32,3 | 25,9 | 20,0 | -    | 3,5 | 1,3 | 0,3 | 0,0 | 3,8  |
| 2013     | Memphis Grizzlies | 15  | 15  | 30,3 | 35,5 | 26,3 | 60,9 | 3,8 | 1,9 | 0,5 | 0,3 | 7,0  |
| 2014     | Memphis Grizzlies | 7   | 6   | 16,1 | 38,5 | 25,0 | -    | 1,4 | 0,9 | 0,1 | 0,0 | 3,0  |
| Carriera | Carriera          | 140 | 127 | 35,6 | 42,7 | 34,3 | 77,4 | 5,2 | 2,6 | 0,8 | 0,6 | 11,4 |

## Palmarès
- Campionato NBA: 1

Detroit Pistons: 2004
- McDonald's All-American Game (1998)
- NCAA AP All-America Second Team (2001)
- NCAA AP All-America Third Team (2002)
- 4 volte NBA All-Defensive Second Team (2005, 2006, 2007, 2008)
- Medaglia d'oro con USA Team ai FIBA America Championship nel 2007
- Medaglia d'oro con USA Team ai Giochi Olimpici di Pechino 2008